# Los Herrera, Querétaro Arteaga
Los Herrera är en ort i Mexiko.   Den ligger i kommunen San Joaquín och delstaten Querétaro Arteaga, i den centrala delen av landet, 170 km norr om huvudstaden Mexico City. Los Herrera ligger 2 383 meter över havet och antalet invånare är 176.
Terrängen runt Los Herrera är kuperad åt nordväst, men åt sydost är den bergig. Runt Los Herrera är det ganska glesbefolkat, med 38 invånare per kvadratkilometer. Närmaste större samhälle är El Aguacate, 12,7 km öster om Los Herrera. I omgivningarna runt Los Herrera växer i huvudsak blandskog.